# Dakin-oxidatie
De Dakin-oxidatie of Dakin-reactie is een organische redoxreactie waarin aromatische aldehyden of ketonen met een of meer hydroxylgroepen in de ortho- of para-positie ten opzichte van de carbonylgroep, reageren met waterstofperoxide in basisch midden (natronloog) tot een polyfenol. In de reactie wordt het waterstofperoxide gereduceerd en de carbonylgroep van de aromatische verbinding wordt geoxideerd. Aldehydegroepen in de meta-positie worden niet geoxideerd. De reactie vindt meestal plaats in een inert oplosmiddel, maar kan ook solventvrij doorgaan. In plaats van waterstofperoxide kan men ook andere sterke oxidatiemiddelen gebruiken zoals 3-chloorperoxybenzoëzuur.

Principe van de Dakin-oxidatie van een aromatisch aldehyde (boven) of keton (onder) in basisch midden

De reactie werd beschreven door de Engelse scheikundige Henry Drysdale Dakin in 1909. Ze is verwant aan de Baeyer-Villiger-oxidatie. Men mag deze reactie niet verwarren met de Dakin-West-reactie.

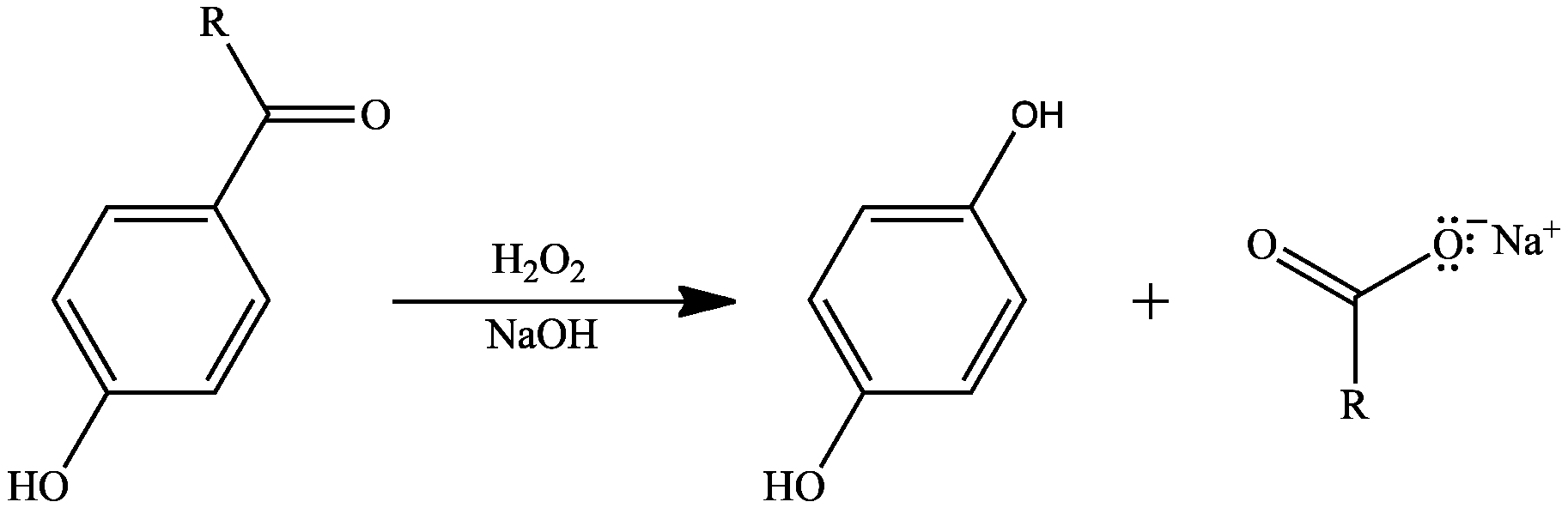
Vorming van hydrochinon met de Dakin-oxidatie

De Dakin-reactie kan men toepassen op vele aromatische aldehyden. Ze wordt onder meer gebruikt voor de bereiding van catechol- en hydrochinonderivaten. De Dakin-oxidatie van 3-methylsalicylaldehyde tot 3-methylcatechol is bijvoorbeeld een stap in de synthese van het fungicide fludioxonil. De reactie wordt ook gebruikt in de totaalsynthese van natuurlijke producten als vinigrol.